# Leuconycta
Leuconycta is een geslacht van vlinders van de familie uilen (Noctuidae), uit de onderfamilie Acontiinae.

## Soorten
- L. diphteroides Guenée, 1852
- L. vesta Schaus, 1894